# Susanne Wolff

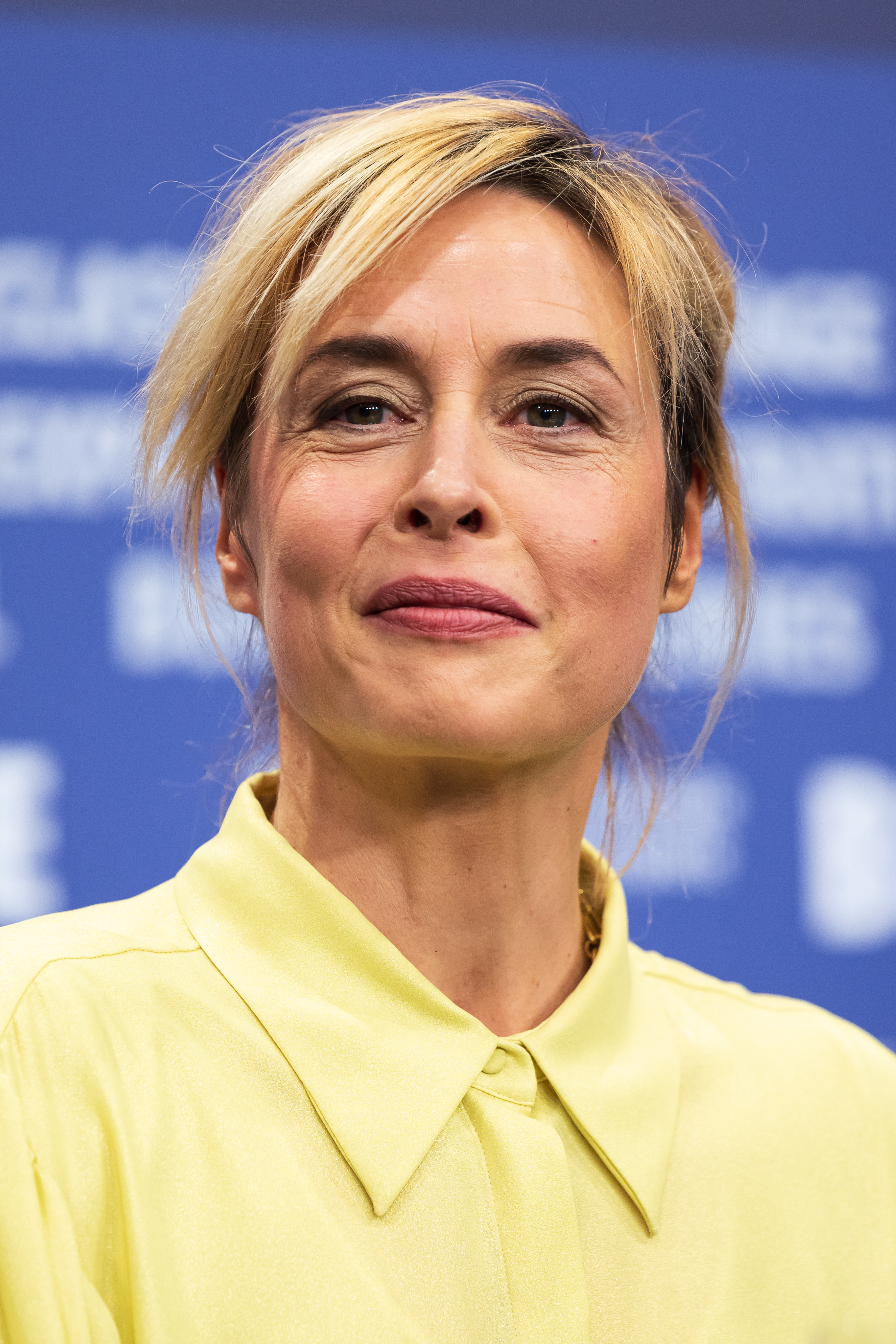
Susanne Wolff (2023)

Susanne Wolff (* 1. Mai 1973 in Bielefeld) ist eine deutsche Schauspielerin.

## Leben
Wolff wuchs in Bielefeld mit zwei Brüdern als Tochter einer Hausfrau und eines Vertreters für Fräsmaschinen auf. Sie absolvierte von 1994 bis 1998 an der Hochschule für Musik, Theater und Medien Hannover eine Ausbildung zur Schauspielerin.
Bereits während ihres Studiums spielte sie am Schauspiel Hannover in einer Inszenierung des Regisseurs Andreas Kriegenburg. Von 1998 bis 2009 gehörte sie zum Ensemble des Thalia Theaters Hamburg, wo sie u. a. in Arbeiten von Nicolas Stemann, Alize Zandwijk, Rafael Sanchez und Andreas Kriegenburg zu sehen war. Daneben spielte sie 2001 in Wien die Rolle der Alma Mahler in Alma – A Show Biz ans Ende (2001, Regie: Paulus Manker) sowie die Penthesilea bei den Salzburger Festspielen (2005). Von 2009 bis 2016 war Wolff festes Ensemblemitglied am Deutschen Theater in Berlin. Sie arbeitete u. a. mit den Regisseuren Stephan Kimmig, Stefan Pucher, Armin Petras und Jette Steckel zusammen. Seit 2003 spielt Wolff auch Film- und Fernsehrollen.
Ihre erste Regiearbeit legte sie 2016 am Schauspiel Frankfurt mit der Produktion Shoot / Katzelmacher / Repeat vor. 2016 war sie neben Bastian Pastewka in der fünf Folgen umfassenden Serie Morgen hör ich auf zu sehen, die 2017 mit der Goldenen Kamera als beste Miniserie ausgezeichnet wurde. 2018 wurde sie für ihre Darstellung in dem Film Styx als beste Hauptdarstellerin mit dem Deutschen Filmpreis geehrt. Mit Britta Hammelstein, Victoria Trauttmansdorff und Ernst Stötzner war sie 2018 in dem ARD-Film Unser Kind zu sehen.
Susanne Wolff lebt in Berlin.

## Theater-Rollen (Auswahl)
- 2001: Alma Mahler-Werfel in Alma von Joshua Sobol, Regie: Paulus Manker, ehemaliges Sanatorium Purkersdorf bei Wien
- 2003: Nora in Nora von Henrik Ibsen, Regie: Stephan Kimmig, Thalia Theater, Hamburg
- 2004: Hedda Gabler in Hedda Gabler von Henrik Ibsen, Regie: Stephan Kimmig, Thalia Theater, Hamburg
- 2005: Penthesilea bei den Salzburger Festspielen und im Thalia Theater, Hamburg, Regie: Stephan Kimmig
- 2007: Maria in Maria Stuart von Friedrich Schiller, Regie: Stephan Kimmig, Thalia Theater, Hamburg
- 2009: Othello in Othello von William Shakespeare, Regie: Jette Steckel, Deutsches Theater Berlin
- 2009: Gina in Rose – oder Liebe ist nicht genug, Regie: Armin Petras, Deutsches Theater Berlin
- 2010: Karoline in Das letzte Feuer von Dea Loher, Regie: Andreas Kriegenburg, Deutsches Theater Berlin
- 2012: Kreon in Ödipus Stadt von Sophokles, Euripides, Aischylos, Regie: Stephan Kimmig, Deutsches Theater Berlin
- 2014: Ismene in Ismene, Schwester von von Lot Vekemans, Regie: Stephan Kimmig, Deutsches Theater Berlin
- 2014: Ellida Wangel in Die Frau vom Meer von Henrik Ibsen, Regie: Stephan Kimmig, Deutsches Theater Berlin
- 2015: Olivia in Was ihr wollt von William Shakespeare, Regie: Stefan Pucher, Deutsches Theater Berlin
- 2015: Clavigo in Clavigo von Johann Wolfgang von Goethe, Regie: Stephan Kimmig, Deutsches Theater Berlin
- 2018:  Lady Macbeth in Macbeth von William Shakespeare, Regie: Christian Weise, Deutsches Nationaltheater Weimar
- 2018: Olga in Drei Schwestern von Anton Tschechow, Regie: Pınar Karabulut, Schauspiel Köln
- 2020: Iphigenie in Iphigenie. Traurig und geil im Taurerland nach Euripides und Stefanie Sargnagel, Regie: Lucia Bihler, Volksbühne Berlin
- 2022: In Angabe der Person von Elfriede Jelinek, Regie: Jossi Wieler, Deutsches Theater Berlin

## Filmografie (Auswahl)
- 2003: Broti & Pacek – irgendwas ist immer – Samenraub
- 2003: Tatort – Heimspiel
- 2006: Swinger Club
- 2006: Vineta
- 2007: Bis zum Ellenbogen
- 2007: Post Mortem – Das Geständnis
- 2007: Ulrike Maria Stuart
- 2008: Das Fremde in mir
- 2008: Die Glücklichen
- 2008: Maria Stuart
- 2010: Tatort – Borowski und der vierte Mann
- 2010: Koffie to Go (Miniserie, 3 Folgen)
- 2011: Dreileben – Komm mir nicht nach
- 2011: Fenster zum Sommer
- 2011: Die drei Musketiere (The Three Musketeers)
- 2011: Tatanka
- 2012: Mobbing
- 2012: Leg ihn um
- 2013: Der Prediger
- 2014: Über-Ich und Du (Regie: Benjamin Heisenberg)
- 2014: Tatort – Der Fall Reinhardt
- 2015: Tatort – Niedere Instinkte
- 2015: Die Couch (Kurzfilm)
- 2016: Morgen hör ich auf (5 Folgen)
- 2016: Hedda
- 2017: Gut gemeint (Kurzfilm)
- 2017: Rückkehr nach Montauk (Return to Montauk)
- 2018: Styx
- 2018: Nichts zu verlieren
- 2018: Unser Kind
- 2019: Bloody Marie
- 2019: Aus dem Tagebuch eines Uber-Fahrers – Neues Fahrtziel? (Fernsehserie)
- 2021: Löwenzahn – Marder – Der rätselhafte Gast (Fernsehserie)
- 2022: Geborgtes Weiß
- 2023: Sisi & Ich
- 2023: Maret
- 2023: Toen we van de Duitsers verloren
- 2024: Milchzähne
- 2025: Köln 75

## Hörspiele
- 2008: Jonathan Lethem: Du liebst mich, Du liebst mich nicht – Regie: Beate Andres (Hörspiel – NDR)
- 2020: Antonio Ruiz-Camacho: Denn sie sterben jung – Regie Matthias Kapohl (Hörspiel – NDR)

## Auszeichnungen
Wolff erhielt u. a. folgende Auszeichnungen:
- Boy-Gobert-Preis der Stadt Hamburg (1999)
- 3sat-Preis für die Titelrolle in Nora (2003)
- Rolf-Mares-Preis für die Titelrolle in Penthesilea (2006)
- Förderpreis Deutscher Film für Das Fremde in mir und Die Glücklichen (2008)
- São Paulo International Filmfestival als „Beste Darstellerin“ für Das Fremde in mir (2008)
- Deutscher Fernsehpreis 2013 in der Kategorie „Beste Schauspielerin“ für ihre Rolle in Mobbing
- Internationales Filmfest Emden-Norderney – Creative Energy Award für Styx (2018)[9]
- Günter-Rohrbach-Filmpreis für Styx (2018)[10]
- Deutscher Regiepreis Metropolis 2018 als „Beste Schauspielerin“ für Styx
- Deutscher Filmpreis 2019 als „Beste weibliche Hauptrolle“ für Styx